# Мить (пісня)
«Мить» — пісня гурту Океан Ельзи, що була представлена 4 грудня 2015 року. Входить до альбому Без меж.
Пісня та відео до неї від «Океану Ельзи» зчинили неабиякий ажіотаж серед прихильників музикантів — вже за місяць кліп на відеохостингу YouTube мав понад мільйон переглядів.

## Історія
Як саме створювалася композиція, автор розповів на власній сторінці у соцмережі:
|  | Я не дуже часто розказую про те, як писав свої пісні. Але «Мить» — особлива пісня. Її історія важить для мене не менше, ніж сама пісня. А може й більше. Лютий 2015 року. Новини зі Сходу надходять зі страшними цифрами поранених та загиблих. А за кожною цифрою — чиєсь життя, чиясь доля! Важко уявити, що відчуває людина на війні, про що думає важкопоранений, коли розуміє, що це, можливо, останні хвилини його життя. Я не міг заспокоїтись поки не написав пісню. Написав дуже емоційно за декілька хвилин. Взяв гітару і разом з мелодією почали з'являтися слова, а за 15 хвилин вона вже була готова, майже готова. За винятком маленької, але важливої «миті», яка не відпускала мене. За винятком останнього рядка пісні. Я відчував, що висловив не все |

Святослав відзначив, що останній рядок пісні створив після того, як відвідав пораненого бійця АТО в госпіталі.
|  | Наприкінці травня я був в госпіталі. Перед однією палатою лікар мене попередив, що хлопець, якого зараз побачу, поранений на війні, дивом вижив в надлюдських умовах. Осколком йому відірвало руку. І з цим дуже важким пораненням він провів 4 доби на морозі. Один. Бо інші загинули чи замерзли. Потім лікарям довелося ампутувати йому ще й обидві відмороженні стопи, але він вижив! Я хвилювався перед знайомством та лише до тієї миті, поки не зайшов до нього і побачив перед собою впевнену, усміхнену людину, яка заряджала мене своїм оптимізмом, планами на майбутнє і якоюсь неймовірною енергетикою. В його душі була весна! Він ділився нею з усім світом! Того ж вечора я знову повернувся до пісні та дописав в ній останній рядок, якого мені не вистачало весь цей час |

.

## Композиція
Над піснею працювали:
- Музика, слова, вокал — Святослав Вакарчук
- Клавішні, аранжування струнних — Мілош Єліч
- Гітара — Владімір Опсеніца
- Барабани — Денис Глінін
- Бас-гітара — Денис Дудко
- Віолончель — Юрій Погорецький
- Скрипка — Сергій Охримчук
- Дудук — Армен Костандян